# 로켓 후리키
《로켓 후리키》(Furiki Wheels)는 2016년부터 제작된 프랑스의 애니메이션 시리즈이다. 2018년 7월 2일부터 2018년 12월 15일까지 26회를 방영하였고, 에피소드당 2개의 주제로 구성되었다.